# Chameleon Petterův
Chameleon Petterův, Furcifer petteri, je malý druh chameleona pocházející z ostrova Madagaskar. V Úmluvě o mezinárodním obchodu s ohroženými druhy volně žijících živočichů a rostlin je zařazen do přílohy II.
Tento ještěr má velkou hlavu s téměř neznatelnou přilbou, bočně zploštělé tělo a dlouhý ovíjivý ocas. Jako všichni chameleoni má i chameleon Petterův oční víčka srostlá, zůstává jen malý otvor na zornici, a oči se mohou pohybovat do všech stran a nezávisle na sobě. Silné nohy jsou zakončené prsty srostlými v klíšťky, které předních končetinách tvoří tři vnější a dva vnitřní prsty, na pánevních je tomu naopak. Prsty jsou opatřené silnými drápy. Samci mají na hřbetě nevýrazný hřeben tvořený jednotlivými kuželovitými šupinami a ze hřbetu nosu jim vyrůstají dva dopředu směřující kuželovité výrůstky, které přesahují špičku nosu. Samice hřbetní hřeben nikdy nemají a nosní výrůstky u nich buď chybí, nebo jsou jen naznačené. Pohlaví se odlišují též velikostí, samec dorůstá délky až 16 cm, samice jen 14,5 cm. Tělo je pokryté pravidelnými šupinami. Základní zbarvení se skládá z odstínů žluté a zelené, samci, kteří se dvoří samici, ukazují světlemodrou kresbu.
Chameleon Petterův je endemit Madagaskaru, areál jeho rozšíření zahrnuje pouze severní část ostrova v okolí mysu d'Ambre v nadmořských výškách mezi 120 až 850 m n. m. Zde je místy hojným druhem. Chameleon Petterův je čistě stromový druh a proto je závislý na lesních porostech, obývá primární suché lesy a je tolerantní i vůči změnám podmínek v důsledku činnosti člověka, vyskytuje též v narušených a druhotných lesních porostech a v zahradách. V silně narušených lesích s chybějícím stromovým patrem, na plantážích a na pastvinách zcela chybí.
Je to samotářské zvíře s denní aktivitou. Vůči jiným jedincům svého druhu je agresivní. Samec se samici dvoří modravým zbarvením: svolná samice odpovídá citronově žlutým zbarvením těla a červenou barvou přilby. V případě, že samice k páření připravená není, zbarví se tmavě a je agresivní. Po úspěšné kopulaci je samice březí 30 dní. Chameleon Petterův je vejcorodý, samice klade vejce do chodby vyhrabané v půdě. Inkubace vajec trvá asi 240 dní. Mláďata jsou po vylíhnutí ihned samostatná a agresivní i vůči svým sourozencům. Pohlavní dospělost nastupuje v jednom roce věku.

## Chov
Tento druh chameleona lze chovat pouze jednotlivě v teráriu o rozměrech nejméně 30x40x40 cm, terárium musí poskytovat spoustu možností ke šplhání, větve a vhodné popínavé rostliny. V úvahu připadá také chov v síťovém teráriu nebo volně v místnosti. Délka světelného dne je 14 hodin, terárium se vytápí na 25-28 °C s mírným nočním poklesem. Pro udržení vhodné vlhkosti vzduchu a napájení chovaných ještěrů je třeba terárium každý den rosit. Samice pro snůšku vajec vyžadují aspoň 8 cm vysokou vrstvu substrátu.